# Mark Carwardine
Mark Carwardine (né le 9 mars 1959) est un zoologiste conservationniste, à l'origine de nombreux livres, émissions et photos.
Il est notamment à l’origine de la série de reportages Last Chance to See aux côtés de l’écrivain Douglas Adams.
Il a participé au projet Wild Wonders of Europe avec plus de 65 autres photographes européens.